# Liste der Weihbischöfe in Zagreb
Die folgenden Personen waren Weihbischöfe in Zagreb:
| Nr. | Bischof                  | von  | bis  | Anmerkung | Darstellung | Wappen |
| --- | ------------------------ | ---- | ---- | --- | ----------- | ------ |
| 01  | Paulus Zandinus          | 1536 |      | Titularbischof von Rosmen (Russionen), ernannt 11. Februar 1536                                                                                            |             |        |
| 02  | Nicolaus Don             | 1571 |      | TB von Rosmen (Russionen), ernannt 3. Oktober 1571, konsekriert am 14. Oktober 1571 von Otto Truchseß von Waldburg dem Kardinalbischof von Palestrina      |             |        |
| 03  | Pavao Gugler             | 1868 |      | |             |        |
| 04  | Ioannes Kräly            | 1854 | 1883 | TB v. Lycopolis * 12. Mai 1792, Priesterweihe 30. Mai 1815, ernannt 16. November 1854, † 1883                                                              |             |        |
| 05  | Lucas Petrović           | 1868 |      | TB v. Calydon, * 18. Oktober 1805, Priesterweihe 20. September 1834, ernannt 21. Dezember 1868, (Elekt) vor der Weihe verstorben, † 31. Dezember 1868      |             |        |
| 06  | Ivan Pavlešić            | 1871 | 1893 | TB v. Belgrad und Semendria * 27. Dezember 1814, Priesterweihe 25. Januar 1838, ernannt 14. Juli 1871, † 9. September 1893                                 |             |        |
| 07  | Giovanni Battista Krapac | 1904 | 1910 | TB v. Belgrad und Semendria, * 19. Juni 1843, ernannt 20. Januar 1904, danach Bischof von Syrmien, † 17. Juli 1916                                         |             |        |
| 08  | Josip Lang               | 1915 | 1924 | TB v. Alabanda * 25. Januar 1857, Priesterweihe 16. September 1883, ernannt 26. Februar 1915, konsekr. 18. April 1915, † 1. November 1924                  |             |        |
| 09  | Dominik Premus           | 1915 | 1934 | TB v. Belgrad und Semendria, * 6. August 1861, Priesterweihe 25. Juli 1885, ernannt 26. Februar 1915, konsekr. 18. April 1915, † 27. März 1934             |             |        |
| 010 | Franjo Salis-Seewis      | 1926 | 1967 | TB v. Corycus, * 15. Januar 1872, Priesterweihe 1. August 1897, ernannt 23. April 1926, konsekr. 4. Juli 1926, † 27. Oktober 1967                          |             |        |
| 011 | Josip Lach               | 1939 | 1983 | TB v. Dodona, ernannt 11. Dezember 1939, konsekr. 7. April 1940, † 12. September 1983                                                                      |             |        |
| 012 | Franjo Kuharić           | 1964 | 1970 | TB v. Meta * 15. April 1919, ernannt 15. Februar 1964, dann Erzbischof, † 11. Mai 2002                                                                     |             |        |
| 013 | Josip Salac              | 1970 | 1975 | TB v. Baliana * 22. Januar 1908, Priesterweihe 26. Juni 1932, ernannt 16. Juni 1970, konsekr. 19. Juli 1970, † 19. Dezember 1975                           |             |        |
| 014 | Mijo Škvorc SJ           | 1970 | 1989 | TB v. Hadrumetum, * 1. September 1919, Priesterweihe 31. Juli 1948, ernannt 16. Juni 1870, konsekr. 19. Juli 1970, † 15. Februar 1989                      |             |        |
| 015 | Đuro Kokša               | 1978 | 1998 | TB v. Grumentum * 17. Mai 1922, ernannt 20. April 1978, konsekr. 23. Juli 1978, † 26. November 1998                                                        |             |        |
| 016 | Juraj Jezerinac          | 1991 | 1997 | TB v. Strumnitza, * 23. April 1939, Priesterweihe 26. Juni 1966, ernannt 11. April 1991, Bischofsweihe 8. Juni 1991, danach Kroatischer Militärbischof     |             |        |
| 017 | Marko Culej              | 1992 | 1997 | TB v. Limata, * 19. Januar 1938, Priesterweihe 24. April 1964, ernannt 7. Januar 1992, Bischofsweihe 22. Februar 1992, † 19. August 2006                   |             |        |
| 018 | Josip Mrzljak            | 1998 | 2007 | TB v. Caltadria, * 19. Januar 1944, Priesterweihe 16. November 1969, ernannt 29. Dezember 1998, Bischofsweihe 6. Februar 1999, danach Bischof von Varaždin |             |        |
| 019 | Vlado Košić              | 1998 | 2009 | TB v. Ruspae * 31. Mai 1959, Priesterweihe 30. Juni 1985, ernannt 29. Dezember 1998, Bischofsweihe 6. Februar 1999, danach Bischof von Sisak               |             |        |
| 020 | Valentin Pozaić SJ       | 2005 |      | TB v. Petina * 15. September 1945, Priesterweihe 24. Juni 1973, ernannt 2. Februar 2005, Bischofsweihe 19. März 2005                                       |             |        |
| 021 | Ivan Šaško               | 2008 |      | TB v. Rotaria, * 1. August 1966, Priesterweihe 28. Juni 1992, ernannt 11. Februar 2008, Bischofsweihe 29. März 2008                                        |             |        |
| 022 | Mijo Gorski              | 2010 |      | TB v. Epidaurum, * 17. September 1952, Priesterweihe 26. Juni 1977, ernannt 3. Mai 2010, Bischofsweihe 3. Juli 2010                                        |             |        |